# Pieve di San Lorenzo a Diacceto
La pieve di San Lorenzo e un edificio sacro situato a Diacceto nel comune di Pelago, in provincia di Firenze. 

## Storia e descrizione
Ricordata come pieve già dal 1073 con il titolo di San Jerusalem, fu chiesa madre dell'importante piviere di Diacceto. Possesso dei vescovi di Fiesole già dal 1103, ebbe anche il patronato della famiglia Cattani da Diacceto e successivamente quello dei Moresi. Nel XII secolo la chiesa poteva contare su ben nove suffraganee. Successivamente, però, la pieve perse rilevanza e cadde in rovina, fino a quando, nel 1413, dovette cedere il titolo di pieve alla chiesa di San Clemente, nel quale fu spostato anche il fonte battesimale. Successivamente, dopo un restauro realizzato a metà del Cinquecento, il fonte battesimale fu tuttavia riportato a San Lorenzo a Diacceto.
Il vecchio edificio fu completamente demolito e ricostruito fra il 1858 e il 1872 con la trasformazione dell'originario impianto a due navate in un'unica ampia aula. In quell'occasione la volta fu affrescata da Ferdinando Folchi e Antonio Noferi. La facciata a due spioventi fu rifatta in seguito ad un intervento di restauro del 1950 durante il quale furono aperte le monofore della parete destra e rimossi gli altari ottocenteschi. All'interno si conserva una terracotta invetriata che raffigura Maria in trono col Bambino e i santi Giovanni Gualberto e Antonio Abate contornata da angeli, attribuita alla bottega di Giovanni della Robbia (XVI secolo). Da segnalare anche, sulla parete destra, all'interno di un tabernacolo, il dipinto del primo Seicento che rappresenta la Madonna del Buon Consiglio.